# Keshav Mangave
Keshav D. Mangave (ur. 10 czerwca 1926, zm. 11 lipca 1997 w Miraju) – indyjski zapaśnik walczący w stylu wolnym. Olimpijczyk z Helsinek, gdzie zajął czwarte miejsce w kategorii 62 kg
- Turniej w Melbourne 1952

Wygrał z Ignacio Lugo z Wenezueli i Armandem Bernardem z Kanady. Przegrał z Irańczykiem Nasserem Givehchi i Josiahem Hensonem z USA.